# Zielonka (powiat działdowski)
Zielonka – osada leśna w Polsce położona w województwie warmińsko-mazurskim, w powiecie działdowskim, w gminie Lidzbark.
W latach 1975–1998 miejscowość administracyjnie należała do województwa ciechanowskiego.